# DoubleClick
Cet article concerne la société publicitaire détenue par Google. Pour l'action sur une souris informatique, voir double-clic.
DoubleClick est une régie publicitaire, spécialisée dans le ciblage comportemental sur Internet. Elle est rachetée le 14 avril 2007 par Google pour 3,1 milliards de dollars.
En juin 2018, dans le cadre d'une opération de simplification de ses marques liées à ses activités de publicité en ligne, DoubleClick a été intégrée à une nouvelle entité baptisée Google Marketing Platform.

## Identité visuelle (logo)

logo de DoubleClick par Google
logo alternatif